# Campionato femminile Rugby Europe 2023
Il campionato femminile Rugby Europe 2023 (in inglese 2023 Women's XV European Championship) fu la 26ª edizione del torneo europeo di rugby a 15 femminile organizzato da Rugby Europe.
Si tenne dall'11 al 25 febbraio 2023 tra le squadre nazionali di Paesi Bassi, Svezia e la Spagna campione uscente.
La Svezia, vincitrice del Trofeo 2022, rimpiazzò la Russia la cui federazione è sospesa a tempo indeterminato da Rugby Europe dopo l'invasione dell'Ucraina.
Ad aggiudicarsi il trofeo, per la decima volta complessiva e sesta consecutiva dal 2018, fu la Spagna, che marcò 25 mete e 160 punti complessivi in due incontri, concedendo solo una meta alla svedese Olivia Palmgren
La seconda divisione del torneo, il Trofeo, si tiene altresì tra cinque compagini (Belgio, Germania, Finlandia, Portogallo e Rep. Ceca) tra ottobre 2022 e aprile 2023.
Entrambe le divisioni si tengono a girone unico.
Il valore delle marcature, come stabilito da World Rugby nel 2017, è: 5 punti per ciascuna meta (7 se trasformata), 7 punti per la meta tecnica, 3 punti per la realizzazione di ciascun calcio piazzato, idem per il drop.

## Squadre partecipanti
| Campionato  | Trofeo     |
| ----------- | ---------- |
| Paesi Bassi | Belgio     |
| Spagna      | Germania   |
| Svezia      | Finlandia  |
|             | Portogallo |
|             | Rep. Ceca  |

## Campionato europeo
| Arbitro: | Adèle Robert |

|                                                            |    |                            |
| Veerkamp 13’, 19’, 34’ Donkersloot 26’ van Hattem 36’, 56’ | mt | 18’ Mahlberg 66’ Jacobsson |
| van Hattem 13’, 19’, 34’, 36’                              | tr | 66’ Nilsson                |

| Arbitro: | Mélissa Leboeuf |

| |    |  |
| Piquero 1’ Peña 9’, 39’ Capell 14’, 51’ Vinuesa 21’ Aresti 25’ C. Pérez 28’, 47’ Gayoso 55’ Miguel 70’ Castellucci 77’ | mt |  |
| Peña 9’, 21’, 25’, 51’ Alpin 77’                                                                                       | tr |  |

| Arbitro: | Maria Heitor |

| |    |              |
| Z. Pérez 4’, 77’ Aresti 11’, 16’ Gorrochategui 18’ Vinuesa 22’, 37’, 45’, 54’ C. Pérez 27’, 42’ Gayoso 56’ Huarte 67’ Alpin 71’ | mt | 62’ Palmgren |
| Peña 4’, 16’, 22’, 37’, 42’, 45’, 54’, 67’, 71’, 77’                                                                            | tr |              |

### Classifica
| Pos | Squadra     | G | V | N | P | PF  | PS  | DP   | BMP | Pt |
| --- | ----------- | - | - | - | - | --- | --- | ---- | --- | -- |
| 1   | Spagna      | 2 | 2 | 0 | 0 | 160 | 5   | +155 | 2   | 10 |
| 2   | Paesi Bassi | 2 | 1 | 0 | 1 | 38  | 82  | −44  | 1   | 5  |
| 3   | Svezia      | 2 | 0 | 0 | 2 | 17  | 128 | −111 | 0   | 0  |

## Trofeo europeo
| Data       | Incontro               | Risultato | Sede      |
| ---------- | ---------------------- | --------- | --------- |
| 22-10-2022 | Finlandia ― Germania   | 43-5      | Helsinki  |
| 22-10-2022 | Belgio ― Portogallo    | 5-71      | Bruxelles |
| 5-11-2022  | Germania ― Rep. Ceca   | 12-10     | Hürth     |
| 19-11-2022 | Rep. Ceca ― Belgio     | 29-21     | Praga     |
| 4-2-2023   | Portogallo ― Finlandia | 39-0      | Oeiras    |
| 4-3-2023   | Portogallo ― Rep. Ceca | 51-0      | Oeiras    |
| 4-3-2023   | Belgio ― Germania      | 10-14     | Bruxelles |
| 18-3-2023  | Rep. Ceca ― Finlandia  | 0-3       | Brno      |
| 15-4-2023  | Germania ― Portogallo  | 5-20      | Hürth     |
| s.d.       | Finlandia ― Belgio     |           | annullato |

| Pos | Squadra    | G | V | N | P | PF  | PS  | P±  | BP | PT |
| --- | ---------- | - | - | - | - | --- | --- | --- | -- | -- |
| 1   | Portogallo | 4 | 4 | 0 | 0 | 181 | 10  | 171 | 4  | 20 |
| 2   | Finlandia  | 3 | 2 | 0 | 1 | 46  | 44  | 2   | 1  | 9  |
| 3   | Germania   | 4 | 2 | 0 | 2 | 36  | 83  | −47 | 0  | 8  |
| 4   | Rep. Ceca  | 4 | 1 | 0 | 3 | 39  | 87  | −48 | 2  | 6  |
| 5   | Belgio     | 3 | 0 | 0 | 3 | 36  | 114 | −78 | 1  | 1  |